# Nanobagrus torquatus
Nanobagrus torquatus es una especie de peces de la familia Bagridae en el orden de los Siluriformes.

## Hábitat
Es un pez de agua dulce y de clima tropical.

## Distribución geográfica
Se encuentran en Asia:  cuenca del río Musi (sur de Sumatra, Indonesia ).